# Santissima Trinità degli Spagnoli (Nápoly)
A Santissima Trinità degli Spagnoli egy templom Nápoly hasonló nevű terén. A templomot 1573-ban építették Nápoly lakói, majd átengedték a spanyoloknak (innen származik megnevezése is). III. Ince pápa parancsára a templomot a kalózok által megölt nyugati keresztények emlékének ajánlották. Az egyik legfontosabb újjáépítése a templomnak 1794-ben történt IV. Ferdinánd nápolyi király jóvoltából. A francia uralom alatt a templomhoz tartozó kolostor átalakították lakóépületté. A templombelső egyetlen fennmaradt freskója a Szentháromságot és a Szűzanyát ábrázolja.